# Estrada de Ferro Mauá

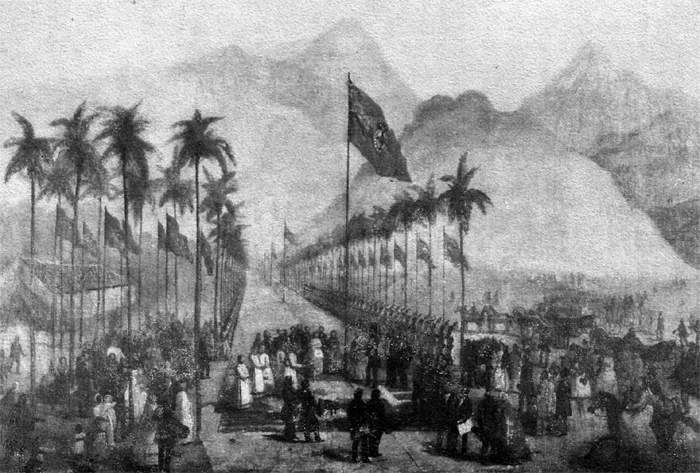
Feierlicher Beginn der Bauarbeiten zur ersten Bahnstrecke der E.F. Mauá durch den König Dom Pedro II am 29. August 1852

Die Estrada de Ferro Mauá, oder offiziell Imperial Companhia de Navegação a Vapor e Estrada de Ferro de Petropolis genannt, war die erste Eisenbahngesellschaft Brasiliens mit Sitz in Magé.
Sie betrieb ab 30. April 1854 die erste Bahnstrecke in Brasilien von Porto de Mauá nach Fragoso im heutigen Bundesstaat Rio de Janeiro mit einer Streckenlänge von 14,5 km, später verlängert auf 15,19 km. Diese erste Strecke wurde durch den Unternehmer Irineu Evangelista de Sousa, dem späteren Visconde de Mauá konstruiert.
Die Strecke ging nach dem Bahnhof Guia de Pacobaíba durch den heutigen Bezirk von  Magé bis nach Fragoso einen Ort im Bezirk Inhomirim.
Die Verlängerung bis an das Gebirge heran nach Vila Inhomirim wurde 1856 fertiggestellt. Hier wurde 30 Jahre später die Steigung cremalheira durch das Gebirge nach Petrópolis und Areal realisiert. Zwar wurde die Teilstrecke zwischen Pacobaíba und Piabetá in den 1960er Jahren stillgelegt, jedoch gibt es heute wieder Vorortverkehr des Ballungszentrums Rio de Janeiro des Unternehmens Supervia zwischen Piabetá und Vila Inhomirim (als Verlängerung der heutigen Linie von Saracuruna kommend).